# La Chapelle-en-Valgaudémar
 La Chapelle-en-Valgaudémar  es una población y comuna francesa, situada en la región de Provenza-Alpes-Costa Azul, departamento de Altos Alpes, en el distrito de Gap y cantón de Saint-Firmin.

## Demografía
| 204 | 204 | 181 | 184 | 135 | 129 |
| Para los censos de 1962 a 1999 la población legal corresponde a la población sin duplicidades (Fuente: INSEE [Consultar]) |     |     |     |     |     |